# Williamsville AC
El Williamsville AC es un equipo de fútbol de Costa de Marfil que juega en la Primera División de Costa de Marfil, la primera categoría de fútbol en el país.

## Historia
Fue fundado en el año 1995 en la capital Abiyán y estuvo en las divisiones aficionadas de Costa de Marfil hasta el año 2014 cuando ganó el título de tercera división.
Luego de dos temporadas en la Segunda División de Costa de Marfil logra el título de la categoría y logra el ascenso a la Primera División de Costa de Marfil por primera vez en su historia.
En la temporada 2016/17 logra el subcampeonato de primera división en su año de debut, terminando apenas un punto detrás del campeón ASEC Mimosas, lo que le da el derecho de jugar en la Liga de Campeones de la CAF 2018, el cual es su primer torneo internacional en el cual fue eliminado en la primera ronda.

## Palmarés
- Segunda División de Costa de Marfil: 1

2015/16
- Tercera División de Costa de Marfil: 1

2013/14

## Participación en competiciones de la CAF
| Temporada | Torneo                       | Ronda          | Club              | Casa | Visita | Global   |
| --------- | ---------------------------- | -------------- | ----------------- | ---- | ------ | -------- |
| 2018      | Liga de Campeones de la CAF  | Preliminar     | Stade Malien      | 1-0  | 1-1    | 2-1      |
| 2018      | Liga de Campeones de la CAF  | 1              | Wydad Casablanca  | 2-0  | 2-7    | 4-7      |
| 2018      | Copa Confederación de la CAF | Playoff        | Deportivo Niefang | 2-0  | 1-2    | 3-2      |
| 2018      | Copa Confederación de la CAF | Fase de grupos | Enyimba FC        | 2-0  | 0-1    | 3º Lugar |
| 2018      | Copa Confederación de la CAF | Fase de grupos | CARA Brazzaville  | 1-0  | 1-3    | 3º Lugar |
| 2018      | Copa Confederación de la CAF | Fase de grupos | Djoliba AC        | 0-0  | 1-1    | 3º Lugar |

## Jugadores

### Jugadores destacados
- El Hadje Mustapha Dante
- Aboubakar Diakité
- Diallo Kouame Kouassi
- Francis Nda
- Irie Roland Zan Bi
- Alphonse Yao Kouame